# Karolina Grodziska
Karolina Joanna Grodziska-Ożóg (ur. 1957 w Krakowie) – polska historyczka.

## Życiorys
Jest córką prof. Stanisława Grodziskiego. Absolwentka Wydziału Filozoficzno-Historycznego Uniwersytetu Jagiellońskiego, doktor nauk historycznych (1988).
Od 1995 dyrektorka Biblioteki Naukowej Polskiej Akademii Umiejętności i Polskiej Akademii Nauk, autorka licznych publikacji poświęconych głównie historii Krakowa oraz monograficznych opracowań polskich nekropolii znajdujących się w Krakowie i za granicą (w Anglii i Walii).
Od 1997 r. jest redaktor naczelną „Rocznika Biblioteki Naukowej PAU i PAN w Krakowie” ISSN 0079-3140 (do 2000 noszącego tytuł: „Rocznik Biblioteki Polskiej Akademii Nauk w Krakowie” ISSN 1642-2503). Była członkiem jury Nagrody Krakowska Książka Miesiąca. Od 2017 jest członkiem Rady Naukowej „Rocznika Biblioteki Kraków”. Współredagowała drugie wydanie Encyklopedii Krakowa (2023), gdzie zajmowała się opracowaniem haseł o tematyce naukowej i biografistycznej.

## Nagrody
Laureatka nagród m.in. w 2004 Nagrody Miasta Krakowa, w listopadzie 2011 Nagrody „Krakowska Książka Miesiąca” (za książkę „Krakowianki zapomniane. O niezwykłych paniach pochowanych na Cmentarzu Rakowickim 1803–1920”). Dwukrotnie wyróżniona w Konkursie Polskiego Towarzystwa Wydawców Książek na Najpiękniejszą Książkę Roku 2006 (za „Artium decor: Cmentarz Rakowicki w tradycji Akademii Sztuk Pięknych im. Jana Matejki w Krakowie”) i 2009 (za „Zapomniana rzeźbiarka: Janina Reichert-Toth (1895–1986) i jej twórczość”).

## Wybrane publikacje książkowe (w układzie chronologicznym)
- „Cmentarz Rakowicki w Krakowie”, Kraków: Wydawnictwo Literackie, 1983 Seria (Cracoviana. Seria 2, Ludzie i Wydarzenia)
- „Cmentarz Rakowicki w Krakowie” Wyd. 2 uzup. i popr., Kraków: Wydawnictwo Literackie, 1987
- „Cmentarze Podgórza”, Kraków: Wydawnictwo i Drukarnia "Secesja", 1992
- „Polskie groby na cmentarzach Londynu”, Kraków: Polska Akademia Umiejętności, 1995.
- „Lament różnego stanu ludzi nad umarłym kredytem [ok. 1655]”, Kraków: Collegium Columbinum, 2000, Seria (Biblioteka Tradycji Literackich, ISSN 1428-6998 ; nr 34)
- „Wizerunek sługi wiernego” (wspólnie z Wacławem Waleckim) Kraków: Collegium Columbinum, 2001 Seria (Biblioteka Tradycji Literackich, 1428-6998; nr 41)
- „Polskie groby na cmentarzach Londynu”. T. 2, Kraków: Polska Akademia Umiejętności, 2001.
- „Scientiarum decor: Cmentarz Rakowicki w tradycji Polskiej Akademii Umiejętności”, Kraków: Wydaw. i Drukarnia Secesja, 2002
- „«Gdzie miasto zaczarowane.–.», księga cytatów o Krakowie”, Kraków: Znak, 2003.
- "Zaduszne ścieżki: przewodnik po Cmentarzu Rakowickim”, Kraków: Towarzystwo Miłośników Historii i Zabytków Krakowa, „Secesja”, 2003.
- „Polskie groby na cmentarzach północnej Walii” Kraków: Polska Akademia Umiejętności, 2004.
- „Theatri decor: groby ludzi teatru na Cmentarzu Rakowickim”, Kraków: Polska Akademia Umiejętności, Secesja, 2005.
- „Artium decor: cmentarz Rakowicki w tradycji Akademii Sztuk Pięknych im. Jana Matejki w Krakowie”, Kraków: Wydawnictwo Akademii Sztuk Pięknych im. Jana Matejki, 2006.
- „«Zostanie po nich nikły ślad…», polskie groby na cmentarzach w Laxton Hall, Pitsford Hall, Fawley Court i Henley-on-Thames” (współautor Andrzej Suchcitz), Kraków: „Secesja”, 2007.
- „Miasto jak brylant…, księga cytatów o Lwowie” Kraków: TAiWPN UNIVERSITAS, 2007.
- „Artium decor: cmentarz Salwatorski w tradycji Akademii Sztuk Pięknych im. Jana Matejki w Krakowie”, Kraków: Wydawnictwo Akademii Sztuk Pięknych im. Jana Matejki, 2008.
- „60-lecie Parafii Chrystusa Króla na Balham w Londynie” (wspólnie z Władysławem Wyszowadzkim), Londyn: Parafia Chrystusa Króla na Balham, 2008.
- „Zapomniana rzeźbiarka: Janina Reichert-Toth (1895-1986) i jej twórczość”, Kraków: [Karolina Grodziska], 2009.
- „Krakowianki zapomniane. O niezwykłych paniach pochowanych na Cmentarzu Rakowickim 1803–1920”, Kraków: Oficyna Wydawniczo-Drukarska Secesja, 2011
- „Listy, liście, wspomnienia… Z dziejów lwowskich rodzin Reichertów, Peterów i Negruszów”, Kraków 2012

współautorka książek
- „Śmierć – przestrzeń – czas – tożsamość w Europie Środkowej około 1900: materiały międzynarodowej konferencji zorganizowanej w dniach 8–10 grudnia 1996” (red. nauk. Karolina Grodziska, Jacek Purchla, Kraków: Międzynarodowe Centrum Kultury w Krakowie, 2002.
- „Kraków – dziedzictwo wieków”, Kraków: Muzeum Historyczne Miasta Krakowa, 2006; wyd. 2. Kraków: Muzeum Historyczne Miasta Krakowa, 2008.
- „Krakau: Erbe der Jahrhunderte”, Kraków: Historisches Museum der Stadt Krakau, 2006.
- „Cracow – the heritage of centuries”, Cracow: Historical Museum of the City of Cracow, 2007.
- „Studia Lodomeriana: historia, kultura, prawo” (pod red. Karoliny Grodziskiej i Grzegorza Niecia), Kraków: Wydawnictwo MCDN, 2007.
- „Cracovia patrimonio dei secoli”, Cracovia: Museo Stroico della Città di Cracovia, 2009.
- „My i Oni: zawiła historia odmienności”, Kraków: Międzynarodowe Centrum Kultury, 2011.